# Leucoma loda
Leucoma loda är en fjärilsart som beskrevs av Collenette 1947. Leucoma loda ingår i släktet Leucoma och familjen tofsspinnare. Inga underarter finns listade i Catalogue of Life.